# Eupithecia tsushimensis
Eupithecia tsushimensis là một loài bướm đêm trong họ Geometridae.